# Philippe Douste-Blazy
Philippe Douste-Blazy (Lourdes, 1 januari 1953) is een Franse cardioloog en politicus, die burgemeester van Lourdes en Toulouse en verschillende keren minister werd.

## Levensloop
Philippe Douste-Blazy is een zoon van Louis Douste-Blazy en een kleinzoon van Antoine Béguère, burgemeester van Lourdes en bestuurder van de lokale rugbyclub. Hij studeerde geneeskunde aan de universiteit van Toulouse en promoveerde tot doctor in de geneeskunde in 1982.
Hij specialiseerde als cardioloog en oefende vanaf 1986 zijn beroep uit in Lourdes en Toulouse.
In 1988 werd hij tot hoogleraar benoemd aan de Université Toulouse III. Hij doceerde er epidemiologie, gezondheidseconomie en preventie.
In 1989 werd Douste-Blazy burgemeester van Lourdes. Bij de verkiezingen behaalde zijn lijst 53,81 % van de stemmen. Hetzelfde jaar werd hij ook verkozen tot Europees Parlementslid, waar hij zetelde als lid van de Europese Volkspartij. Ook nog in 1989 werd hij verkozen tot directeur van de Vereniging tegen cholesterol.
In maart 1993 werd hij verkozen tot Frans volksvertegenwoordiger. Bij de regeringsvorming in mei daaropvolgend werd hij minister van Gezondheid en in mei 1995 werd hij bijvoeglijk ook nog woordvoerder van de regering. In maart 1994 werd hij verkozen in de Algemene Raad voor de Pyreneeën en werd secretaris-generaal van de CDS. In december 1994 werd hij herkozen tot burgemeester van Lourdes. Hij steunde Jacques Chirac bij de presidentsverkiezingen van 1995 en na diens overwinning werd hij benoemd tot minister voor Cultuur. Hij werd ook vicevoorzitter van de centrumpartij, de UDF.
In mei 1997 werd hij in Lourdes getroffen door een dolksteek toegebracht door een onevenwichtige.
In 1997 verloor rechts de parlementsverkiezingen en werd de regering vervangen. Hij werd opnieuw parlementslid en voorzitter van zijn parlementaire groep. In maart 2001 verliet hij de kiesomschrijving Lourdes om te worden verkozen in die van de Haute-Garonne. Hij verliet het burgemeesterschap van Lourdes en werd burgemeester van Toulouse, in opvolging van Dominique Baudis. Van 2001 tot 2008 was hij ook voorzitter van de agglomeratieraad van het gewest Toulouse.
Na de herverkiezing van Jacques Chirac werd hij in 2002 herkozen tot volksvertegenwoordiger. Hij verliet de UDF om aan te sluiten bij de UMP, waar hij secretaris-generaal werd.
Hij bleef burgemeester van Toulouse tot in 2004 en trad toen toe tot de regering als minister van Gezondheid en Sociale Voorzorg, enkele maanden later hernoemd als minister van Solidariteit, Gezondheid en Familie.

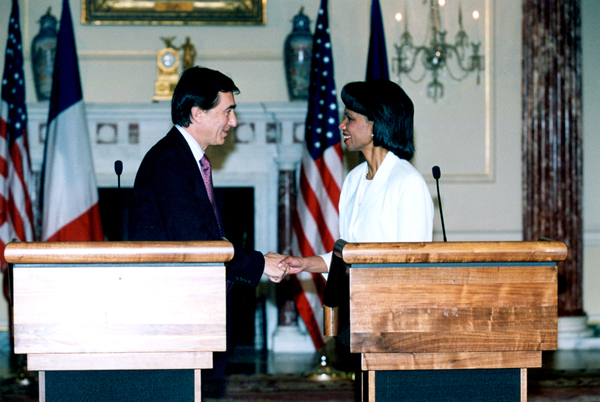
Condoleezza Rice en Philippe Douste-Blazy in 2005

In 2005 werd hij minister van Buitenlandse Zaken in de regering van Dominique de Villepin. Na de verkiezing tot president van Nicolas Sarkozy in 2007 verliet hij de politiek en werd voorzitter van Unitaid, een internationale organisatie voor de aankoop van geneesmiddelen. Hij werd ook adviseur bij Sarkozy.
In 2008 werd hij hoogleraar aan de faculteit geneeskunde van de universiteit van Parijs-Diderot, verbonden aan het hôpital Lariboisière. Hij werd ook adviseur bij de secretaris-generaal van de Verenigde Naties. Sedert januari 2016 is hij hoogleraar aan de Medical School van Harvard University.
In 2012 steunde hij François Bayrou voor de presidentsverkiezingen. In 2016 steunde hij Alain Juppé voor de presidentsverkiezingen. In 2017 steunde hij de kandidatuur van Emmanuel Macron voor het presidentschap.

## Publicaties
- Pour sauver nos retraites, Parijs, Plon, 1998, ISBN 978-2-259-18958-3
- Le profit partagé, Parijs, Plon, 2000, ISBN 978-2-259-18957-6
- La ville à bout de souffle, Parijs, Plon, 2000, ISBN 978-2-259-19305-4
- Des affaires pas si étrangères, Parijs, Odile Jacob, 2007, ISBN 978-2-7381-1960-5
- La solidarité sauvera le monde, Parijs, Plon, 2013, ISBN 978-2-259-22167-2